# نورمان سبنسر (سياسي)
نورمان سبنسر هو محامي وسياسي كندي، ولد في 21 أغسطس 1902، وتوفي في 26 فبراير 1966. حزبياً، نشط في الحزب الكندي التقدمي المحافظ. وقد انتخب عضو مجلس العموم الكندي.